# Roșiori, Bacău
Rosiori là một xã thuộc hạt Bacău, România. Dân số thời điểm năm 2002 là 2164 người.